# Конбаун
Конбаун (бирм. ကုန်းဘောင်ခေတ်) — династия бирманских царей, правивших с 1752 года по 1885 год в Бирманском царстве.

## Столицы
Столица царства несколько раз перемещалась. Каждый раз при перемещении столицы город полностью переносили, используя слонов.
- Шуэбо (1758—1765)
- Ава (город) (1765—1783, 1823—1841)
- Амарапура (Бессмертный город) (1783—1823, 1841—1860)
- Мандалай (1860—1885)

## История

### Начало династии
В 1752 году бирманская империя Таунгу окончательно пала под ударами монского государства Возрождённое Хантавади. Последний правитель Бирмы был увезён в монскую столицу Пегу, а верхний эшелон бирманской элиты подчинился монскому правителю.
Однако вскоре бирманский народ поднялся на борьбу с монской властью. Правитель округа Моксобо Маун Аун Зея собрал население подвластных ему 46 деревень в построенное в Моксобо укрепление, сжёг окрестные поселения, засыпал колодцы и ручьи, вырубил деревья и уничтожил все посадки в радиусе десяти километров, превратив окрестности Моксобо в пустыню, где вражеская армия не могла найти приюта и пропитания. Аун Зея отбил атаки монов на Моксобо, после чего к нему стали стекаться крестьяне, ремесленники, солдаты и бывшие чиновники со всей страны. В 1753 году Аун Зея провозгласил себя правителем Бирмы и принял тронное имя Алаунпхая, а Моксобо, переименованный в Шуэбо, сделал новой столицей. Затем Алаунпхая нанёс поражение монскому наместнику Талабану под Шуэбо и разгромил шанов, лишив монов союзника в центральной Бирме.
В конце 1753 года Алаунпхая взял Аву, а в 1754 году двинулся на юг, предварительно поставив под свой контроль шанские районы к северу от Авы и пополнив войска шанскими отрядами. В феврале 1755 года он полностью освободил территорию, населённую бирманцами, а в 1757 году захватил и разрушил столицу монов Пегу, завершив тем самым борьбу за объединение Бирмы. В 1759 году он подавил восстание монов в дельте Иравади, и совершил победоносный поход в Манипур, поставив это княжество в вассальную зависимость от Бирмы.
В ноябре 1759 году бирманские войска высадились на острове Негрэ, за шесть лет до этого захваченном англичанами, перебили английский гарнизон и вернули остров Бирме. Британская Ост-Индская компания была вынуждена ликвидировать также факторию в Бассейне и на долгие годы прервать официальные отношения с Бирмой.
В 1760 году Алаунпхая предпринял завоевательный поход в Сиам. Однако во время осады столицы страны Аютии был ранен (или заболел), начал отступление и скончался на обратном пути.

### Наудонджи
Сын Анаунпайи Наудонджи упрочил положение центральной власти в объединённой Бирме, подавив многочисленные мятежи.

### Схинбьюшин
Другой сын Анаунпайи — Схинбьюшин, завладевший престолом в 1763 году — в 1767 году покорил Сиам. От окончательного разгрома Сиам спасли начавшиеся бирмано-китайские войны. Схинбьюшин был вынужден отозвать войска из Сиама для защиты Бирмы, чем воспользовался сиамский полководец Пья Таксин, который поднял народ на борьбу за независимость и освободил от бирманцев центральную часть Сиама.
После заключения мира с Цинским Китаем и подавления в 1773 году с необычайной жестокостью нового восстания монов, Схинбьюшин в 1775 году снова двинул свои армии против Сиама. Сведения о тяжёлом положении армии, находящейся в Сиаме, побудили монов в южной Бирме вновь выступить против власти бирманцев. После жестокого подавления восстания тысячи монов бежали в Сиам и присоединились к борьбе сиамцев против Бирмы.

### Сингу
После смерти Схинбьюшина в 1776 году на трон был возведён его миролюбивый сын Сингу. Новый правитель отозвал войска из Сиама и погрузился в дворцовые и религиозные заботы. Это привело к усилению оппозиции, намеревавшейся посадить на престол своего ставленника и снова начать завоевательные походы, приносящие военную добычу. Сингу был свергнут в результате дворцового переворота.

### Бодопайя
Бодопайя — ещё один сын Анаунпайи — начал новые походы в Сиам, в 1785 году присоединил к Бирме Аракан и укрепил бирманский контроль над шанскими княжествами. Но войны против Сиама закончились поражением Бирмы, которая в конце XVIII века утратила и сюзеренитет над лаосскими районами, признавшими власть нового короля Сиама Рамы I.
После завоевания Аракана многие араканцы, спасаясь от ассимиляторской политики бирманских властей, бежали на малонаселённую территорию пограничных районов Бенгалии, во владения Ост-Индской компании, где с согласия британских властей расселялись в дистриктах Читтагонг и Дакка. Беженцы стали использовать британскую территорию как базу для вторжений и грабительских набегов на Аракан, поднимая его население на восстания против власти бирманцев. Бирма настойчиво требовала от британских властей в Калькутте выдаче главарей мятежа за преступления, совершаемые ими во время рейдов на бирманскую территорию. Эту заинтересованность бирманского государства в решении араканского вопроса британская сторона стала использовать как фактор давления.
К бирманскому двору от генерал-губернатора Британской Индии было направлено несколько посольств. Результатом работы миссии Майкла Саймса в 1795 году стало соглашение о принятии в Рангуне британского резидента для наблюдения за британской торговлей, однако урегулировать араканский вопрос, выросший в настоящую пограничную проблему во взаимоотношениях Великобритании и Бирмы, не удалось.
В 1798 году один из влиятельных араканских феодалов — Нга Тан Де — бежал в Бенгалию с многочисленными приверженцами, и оттуда начал совершать набеги на Аракан. Бирманские войска под командованием Маха Бандулы подошли к пограничной полосе, угрожая перейти на территорию Бенгалии и пленить Нга Тан Де там. В 1802 году Майкл Саймс был снова направлен в Бирму и сумел ненадолго уменьшить напряжённость в англо-бирманских отношениях. Однако в 1811 году Чинбьян — сын Нга Тан Де — собрал на британской территории значительное войско, перешёл границу и штурмом захватил араканскую столицу Мьяу-У. Провозгласив себя независимым правителем, он обратился за помощью к англичанам. Бирманские войска сумели выбить Чинбьяна из Аракана, но вплоть до своей смерти в 1815 году он боролся против властей Бирмы, с помощью англичан совершая регулярные рейды на её территорию.
В 1817 году Бодопайя вмешался в междоусобицы в Ахомском государстве в Ассаме. Бирманская армия вторглась в это княжество, и в 1821 году полководец Маха Бандула возвёл на ассамский престол бирманского ставленника.

### Баджидо
Баджидо взошёл на престол в 1819 году. В том же году бирманцы, обвинив раджу Манипура в том, что он не присутствовал на коронации Баджидо, свергли его и возвели на трон княжества Манипур нового раджу. В 1824 году бирманская армия вторглась в княжество Качар, где обосновался свергнутый раджа Манипура. В Качар двинулся и британский отряд под предлогом защиты его раджи от манипурцев. Раджа Качара и князь соседней Джайнтии (также оккупированной бирманцами) признали себя вассалами Британской Ост-Индской компании. В марте 1824 году началась первая англо-бирманская война.
Бирманский двор, ослеплённый превращением Бирмы в сильнейшее государство Индокитая, которое с успехом противостояло Китаю, побеждало Сиам, покоряло шанские и индийские княжества, не сумел предвидеть истинных масштабов грядущей опасности. Терпя поражения на двух фронтах, В конце 1825 года Баджидо был вынужден начать мирные переговоры. Заключённый в итоге Яндабоский договор положил начало превращению Бирмы в британскую колонию.
11000 европейцев и индийских солдат под начальством генерал-майора Арчибальда Кэмпбеля (Campbell) поплыли вверх по Иравади и взяли 11 мая 1824 года гавань Рангун и вскоре за тем целый ряд других населённых мест; но сухопутные силы, которые должны были двинуться вперёд из Ассама, терпели неоднократные поражения от Маха-Бандулы, храброго предводителя бирманцев.
Разорённая войной страна была вынуждена выплачивать огромную контрибуцию. Выплата её первой половины в размере 5 миллионов рупий привела к взрыву массового недовольства населения, неспособного вынести увеличения налогового бремени, а в ближайшие годы было необходимо собрать деньги на вторую половину контрибуции. Конфликты Великобритании и Бирмы по вопросу о сроках выплаты контрибуции и по пограничным проблемам северо-запада страны вызывали недовольство английских властей, которые к концу 1820-х годов решили назначить своего официального представителя при бирманском дворе в Аве.
В условиях всевозрастающей экспансии Великобритании большая часть правящего слоя Бирмы во главе с правителем Баджидо находились в растерянности; многие верили в случайность поражения Бирмы в войне, прислушивались к различным пророчествам о скором возрождении страны, наивно полагали, что англичане сами вернут ей Тенассерим и уничтожат резидентство. Другая часть столичной бюрократии и крупных чиновников (во главе с Май Ну — женой Баджидо — и её родственниками) считала, что наилучшим способом для разрешения сложной ситуации является изгнание английского резидента и изоляция Бирмы от внешнего мира. Наиболее дальновидные бирманские сановники группировались вокруг принца Таравади; они хотели знать о положении в мире, интересовались достижениями европейской науки, понимали необходимость перемен в стране.
Начавшиеся ограниченные реформы вызвали обострение противоречий в правящем классе, вылившиеся в открытый конфликт в 1837 году. Минтаджи (брат Май Ну), ссудивший государству большую часть денег для выплат по контрибуции и фактически возглавивший ренентский совет при больном Баджидо, попытался захватить власть в стране, однако крестьянское население Бирмы и часть армии поддержала принца Таравади. 9 апреля 1837 года он объявил о низложении Баджидо.

### Таравади
В правление Таравади были значительно расширены мероприятия по укреплению обороноспособности страны. Армия была перевооружена европейским оружием, её стали обучать европейские инструкторы, укреплялся Рангун. Сразу при вступлении на престол Таравади объявил о непризнании Яндабоского договора и британской аннексии провинций Аракан и Тенассерим. Он практически сумел дезавуировать деятельность британского резидента Г.Бёрни, который в 1840 году был отозван, из-за чего прервались дипломатические отношения сторон.

### Паган Мин
В 1846 году правителем Бирмы стал Паган Мин, при котором в 1851-1852 годах произошла вторая англо-бирманская война. 20 декабря 1852 года была подписана декларация об аннексии Южной Бирмы и её присоединении к английским владениям в Индии.

### Миндон
Пришедший к власти в феврале 1853 года Миндон, сторонник скорейшего окончания войны, не признавал аннексии половины страны, и англичанам пришлось согласиться не на договор, а лишь на молчаливое признание обеими сторонами окончания военных действий. Однако война продолжалась в форме партизанского движения, которое англичанам удалось подавить не ранее 1862 года.
При Миндоне уже большинство господствующего класса понимало необходимость серьёзной перестройки общественно-политического устройства страны. В 1860-х годах была прекращена раздача земель за службу, а принцы и чиновники были переведены на ежемесячное жалованье. Было проведено более чёткое деление на провинции, что превратило их в подлинно территориальные единицы с унифицированным штатом провинциального аппарата. Были осуществлены реформа судебной системы, налоговая реформа, реформа военной системы. В 1855 году в Амарапуре был открыт завод по изготовлению пороха, сырьё для которого привозили из шанских княжеств; в это же время начал работать завод по выпуску ружей. Миндон пытался отстоять продовольственную самостоятельность Верхней Бирмы и перейти на самообеспечение рисом, но этого полностью сделать не удалось, и рис всё равно приходилось завозить из Британской Бирмы. Для балансировки бюджета пришлось продолжать политику государственных монополий на минеральное сырьё, а также устанавливать экспортно-импортные цены и вводить таможенные пошлины. В 1870 году была построена первая телеграфная линия, связавшая Мандалай и Рангун, а в 1874 году в столице начала выходить первая газета на бирманском языке.
Миндон стремился установить добрососедские отношения с британскими властями, и шёл на многие уступки англичанам. Твёрдо он придерживался только одного: непризнания захвата Нижней Бирмы. Он долгое время рассчитывал на установление непосредственных контактов с правительством королевы Виктории в Лондоне, но англичане все посольства из Бирмы отсылали к генерал-губернатору Британской Индии, подчёркивая тем самым, что Бирма отнюдь не является суверенным государством. Пытаясь преодолеть это унизительное положение, тяжело воспринимаемое бирманским правительством, Миндон первым из бирманских правителей стал рассылать своих послов в страны Запада.
В конце 1873—1874 годов возникли серьёзные замешательства по поводу границ лесной области, населённой карами, воинственным, не признававшим английского господства народом. Чтобы точнее определить границу между Бирмой и Манипуром, вассальным по отношению к Англии государством, было предпринято географическое исследование спорной области. После продолжительных пререканий король наконец уступил, и 21 июня 1875 года был подписан договор, составленный в духе английских требований.

### Тибо
Миндон умер в октябре 1878 года, не назначив преемника из страха спровоцировать этим борьбу за престол между многочисленными сыновьями. В результате интриги вокруг наследования власти в Бирме начались ещё во время его болезни. В результате заговора престолонаследником был назначен слабовольный младший сын Тибо Мин. В начале 1879 года были истреблены те родственники Тибо, кто не успел сбежать из страны, и был опасен в качестве потенциального претендента на престол. Было убито около 80 человек из царской семьи и их приближённых, в том числе 8 братьев Миндона, 31 из 48 его сыновей и 9 из 62 дочерей. В результате реформаторская группировка бирманской элиты практически перестала существовать.
Массовые казни 1879 года послужили отличным предлогом для возбуждения британского общественного мнения против Тибо и в пользу аннексии Бирмы (или превращение её в протекторат). В октябре 1879 года англичане практически разорвали отношения с Бирмой; от немедленного нападения на Бирму они отказались лишь из-за трудностей в англо-афганской войне и борьбе с бурами в Южной Африке. Однако постоянные провокации против Тибо продолжались путём организации выступлений претендентов на бирманский престол (из числа тех, что во время переворота 1878 года успели бежать на британскую территорию). 
Бирма продолжала демонстрировать желание урегулировать взаимоотношения с Великобританией и посылала дружеские миссии, а также пыталась установить равноправные отношения с Россией, Францией и другими европейскими державами, чтобы противодействовать английской экспансии и защитить свою независимость, но всё было безуспешно.
В октябре 1885 года Бирманский Высший совет Хлудо наложил штраф на английскую лесозаготовительную компанию за превышение в два раза квоты на вывоз тиковой древесины. Англичане увидели в этом "ущемление интересов британской торговли". Верховный комиссар Британской Бирмы предъявил ультиматум, и после отказа бирманцев согласиться на ликвидацию суверенитета страны началась третья англо-бирманская война. 2 декабря 1885 года Тибо формально отрёкся от престола, а 1 января 1886 года было провозглашено, что Бирма аннексируется и отныне является частью владений английской королевы.

## Правители
| Династия Конбаун | Династия Конбаун      |
| Период правления | Правитель             |
| ---------------- | --------------------- |
| 1752—1760        | Алаунпайя (У Аун Зея) |
| 1760—1763        | Наундоджи             |
| 1763—1776        | Схинбьюшин            |
| 1776—1782        | Сингу Мин             |
| 1782             | Маун Маун             |
| 1782—1819        | Бодопайя              |
| 1819—1838        | Баджидо               |
| 1838—1846        | Таравади              |
| 1846—1853        | Паган Мин             |
| 1853—1878        | Миндон                |
| 1878—1885        | Тибо                  |
| 1879—1885        | Супаялат (королева)   |